# NGC 6330
NGC 6330 је спирална галаксија у сазвежђу Херкул која се налази на NGC листи објеката дубоког неба.
Деклинација објекта је + 29° 24' 15" а ректасцензија 17h 15m 44,4s. Привидна величина (магнитуда) објекта NGC 6330 износи 14,3 а фотографска магнитуда 15,1. NGC 6330 је још познат и под ознакама UGC 10776, MCG 5-41-5, CGCG 170-7, IRAS 17138+2927, PGC 59961.